# Herr von Ribbeck auf Ribbeck im Havelland
Herr von Ribbeck auf Ribbeck im Havelland es una balada literaria popular escrita por el poeta y novelista alemán Theodor Fontane. Hasta hoy, el poema se publica en antologías alemanas y se estudia en las escuelas.

## Contenido
El poema cuenta de un miembro de la nobleza inferior alemana Uradel, nombrada en el título (Squire von Ribbeck, su apellido; auf Ribbeck, que reside en el señorío Ribbeck (hoy parte de Nauen); Im Havelland, en la región de Havelland). Von Ribbeck es descripto como gentil y genero; generalmente da peras de sus perales a los chicos que pasan por allí, dirigiéndose a ellos en un amistoso dialecto Brandenburgisch. Pero él sabe que su hijo y heredero es un scrooge; así que cuando vov Ribbeck siente que se acerca su fin, pide que le pongan una pera en la tumba.
- Datos: Q1613946